# Politeama universale
Il Politeama Universale era un teatro di Arezzo che si trova in via Lorentino d'Arezzo 4.

## Storia
Nel maggio del 1874, con la rappresentazione della commedia di Paolo Ferrari Cause ed effetti, venne inaugurata ad Arezzo l'Arena Nazionale, un teatro estivo popolare sorto per iniziativa di alcuni privati. Dopo vari passaggi di proprietà, nel 1933 i proprietari Romanelli e Mazzi modificarono completamente la struttura in legno della prima arena dandogli la forma di vero e proprio teatro, che così è giunto fino ai nostri giorni.
Nel 1947 il locale, che era stato danneggiato dalla Seconda guerra mondiale, venne restaurato (rifacimento del soffitto e adeguamento generale). Del 1999 è il restauro su progetto di Marcello Mazzi che ha portato alla redazione attuale. Anche se recentemente il locale ha avuto una destinazione prevalentemente a cinema, in passato ha ospitato spettacoli lirici, di avanspettacolo e di danza e costituisce una struttura di discrete dimensioni e potenzialità nell'ambito della vita culturale della città.
Il Teatro Politeama è destinato a cedere il posto a una galleria commerciale.